# 大平正芳
大平 正芳（おおひら まさよし、1910年〈明治43年〉3月12日 - 1980年〈昭和55年〉6月12日）は、日本の政治家、大蔵官僚。位階は正二位。勲等は大勲位。
池田勇人の秘書官を経て政界に進出。宏池会会長として三角大福中の一角を占め、田中角栄内閣の外相として日中国交正常化に貢献。首相就任までに椎名裁定、三木おろし、大福密約といった苦難があり、更に首相就任後も四十日抗争やハプニング解散で体力を消耗し、選挙中に首相在任のまま死去。田園都市構想や一般消費税構想は実現しなかった。「アーウー宰相」や「讃岐の鈍牛」の異名がある。
衆議院議員（11期）、内閣官房長官（第21・22代）、外務大臣（第85・86・95・96代）、通商産業大臣（第29代）、大蔵大臣（第79・80代）、内閣総理大臣（第68・69代）を歴任。読書家、クリスチャン（聖公会）として知られ、「戦後政界指折りの知性派」との評もある。

## 生涯

### 生い立ち

観音寺市豊浜八幡神社境内にある大平正芳像、2004年撮影。

香川県三豊郡和田村（後の同郡豊浜町、現観音寺市）の農家・大平利吉と妻・サクの三男として生まれる。兄2人、姉3人、弟妹がそれぞれ1人ずつの8人兄弟だったが、大平が生まれた時長女は満1歳で、兄の1人も2歳半ですでに亡くなっていた。父の利吉は学歴こそなかったものの村会議員や水利組合の総代を務めていた。大平は「讃岐の貧農の倅」と称したが生家は中流に属していた。それでも子供6人を抱えた大平家の生活は苦しいもので、大平も幼いころから内職を手伝って家計を支えていた。

### 学生時代
和田村立大正尋常高等小学校（現・観音寺市立豊浜小学校）、旧制香川県立三豊中学校（現・香川県立観音寺第一高等学校）に進んだ。兄の大平数光は高等小学校を卒業して家業を継ぎ、後に豊浜町長となって大平の地元での選挙活動を支援した。
1926年（大正15年）、中学4年の時に大平は腸チフスに罹り、4か月間生死の境をさまよった。家計に負担をかけないため海軍兵学校を受験したが、受験前に急性中耳炎を患い身体検査で不合格となった。翌1928年（昭和3年）4月、経済的に恵まれなかったものの親戚からの援助や奨学金を得て、高松高等商業学校（現・香川大学経済学部）に進学。
高商に入学した春、元東北帝国大学教授で宗教家の佐藤定吉が講演に訪れたことがきっかけで、キリスト教に出会う。自身の病や父の死を立て続けに経験した大平はキリスト教に傾倒し、1929年暮れに観音寺教会で洗礼を受けた。
高商卒業後の進路について、大平は大学への進学を希望したが経済的に厳しく、断念せざるを得なかった。就職するにせよ、昭和恐慌の煽りを受け採用自体がなかったため進学も就職も決まらない状態にあったところ、桃谷勘三郎の食客となり桃谷順天館で化粧品業に携わった。
1933年（昭和8年）、再び学業に戻ることを決意した大平は綾歌郡坂出町（現・坂出市）の鎌田共済会と香川県育英会の2つの奨学金を得て、東京商科大学（現・一橋大学）に進学した。大平が23歳の時のことである。文京区千駄木に居を構え、在学中は経済哲学の助教授杉村広蔵、法律思想史の教授牧野英一らの講義を手当たり次第に履修した。大学時代、米谷隆三に私淑したという。卒業論文は「職分社会と同業組合」。引き続きキリスト教の活動にも精力的に参加し、YMCA活動に従事した。
また、大学在学中、吉永榮助（のちに一橋大学名誉教授）や富樫総一（のちに労働事務次官）、武野義治（のちに初代駐イスラエル特命全権大使）、小島太作（のちに駐インド特命全権大使）らと、憲法の田上穣治講師や国際法の教授大平善梧が中心となっていた研究会で高等試験の勉強を行った。

### 大蔵省時代
1935年（昭和10年）、高等試験行政科試験に合格したが、特に官吏志望だったわけではなく、川田順を愛読していた大平は住友系の企業へのあこがれを持っていた。ところが当時大蔵次官だった同郷の津島壽一に挨拶に行った折、即決で大蔵省に採用された。1936年入省、預金部に配属。以後、税務畑を中心に以下の役職を歴任した。
- 1937年（昭和12年） - 横浜税務署長[28]。当時東京税務監督局直税部長だったのが池田勇人で[28]、以後しばしば部下として会う[29]。
- 1938年（昭和13年） - 仙台税務監督局間税部長。どぶろく退治に尽力[30]。
- 1939年（昭和14年） - 興亜院にて大陸経営にかかわり、1939-1940年に張家口の蒙疆連絡部で勤務したほか[31][32]、帰国後も頻繁に大陸に出張[33]。
- 1942年（昭和17年） - 本省主計局主査（文部省、南洋庁担当）[34][35]。大日本育英会（後の日本育英会、現日本学生支援機構）の設立について査定[36][37]。
- 1943年（昭和18年） - 東京財務局間税部長。国民酒場を創設[38]。
- 1945年（昭和20年） - 津島壽一大蔵大臣の秘書官[38][39]
- 1946年（昭和21年） - 初代給与局第三課長[40][41]
- 1948年（昭和23年） - 経済安定本部建設局公共事業課長[42][41]
- 1949年（昭和24年） - 池田勇人蔵相秘書官。以後1952年まで務める[43][44]。
- 1950年（昭和25年） - 国税庁間税部消費税課長兼任

### 政治家としての活動

#### 池田側近として

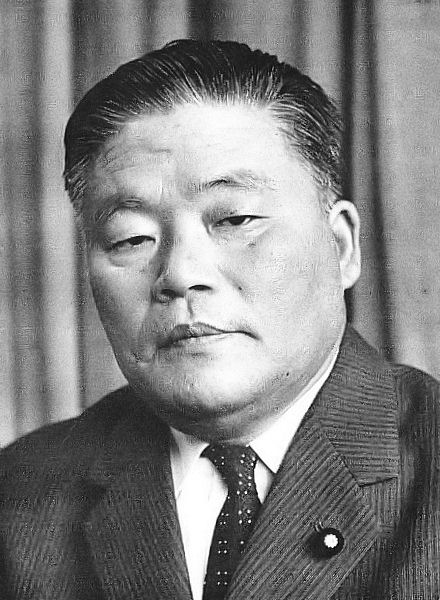
池田内閣のころ

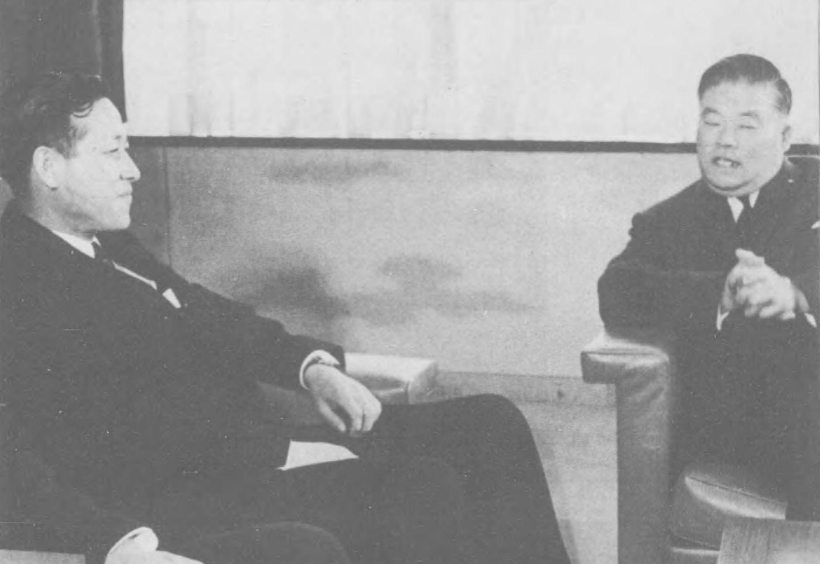
外相時代の大平。KCIA長官の金鍾泌と（1962年）。

1952年（昭和27年）、大蔵省時代の上司だった池田勇人の誘いを受け、9月5日に大蔵省を退職。10月1日に行われた第25回衆議院議員総選挙に旧香川2区から自由党公認で立候補し初当選。以後、連続当選11回。
1957年（昭和32年）、池田勇人が宏池会を発足させると、当然のごとく池田のもとに馳せ参じた。。大蔵省の先輩である前尾繁三郎をヘッドとする大蔵省出身者の池田の政策ブレーンとなり、宮澤喜一や黒金泰美らとは、池田勇人側近の「秘書官トリオ」と呼ばれる。
1960年（昭和35年）7月19日、第1次池田内閣で内閣官房長官に就任。「低姿勢」をアピールする同内閣の名官房長官と評された。第2次池田内閣、第2次池田内閣第1次改造内閣でも官房長官を務めた。
1962年（昭和37年）7月18日、第2次池田内閣第2次改造内閣で外務大臣に就任。戦前は中国勤務を経験し占領時代はアメリカを旅行した経験から外交を身近に感じていた大平は外相就任を望んでいた。
同年10月20日と11月12日、大韓民国中央情報部（KCIA）長の金鍾泌と国交正常化に向けた会談を東京で行った。経済協力をめぐり、無償で3億ドル、長期低利借款2億ドル、さらに民間信用供与1億ドル以上との内容に合意した。この合意内容はのちに「大平・金メモ」と呼ばれた。一方で日中関係の進展を念頭に置いていた池田との離反という代償も伴った。中国大陸との関係に関しては、経済的、地政学的、また極東の政治的現実の観点から、長崎国旗事件によって途絶えた日中関係を現実的な重大な課題として受け止め、前向きな姿勢で対中関係の改善に取り組んだ。アメリカが主導する「中国封じ込め」政策に苦しみつつも、日中経済貿易関係の拡大を徹底して追求した。LT貿易の成立、貿易連絡事務所の相互設置と新聞記者交換の実現など、日中関係はこれまでに見られないほど進展した。

#### 原子力・核問題への対応
また、主として外相時代に日米核持ち込み問題において、当事者としてアメリカとの核密約の取り交わしに関わる。外相時代にはキューバ危機の煽りで在日米軍・自衛隊が臨戦態勢を取っており、核・原子力関連の問題が多かった。1963年（昭和38年）1月には駐日大使エドウィン・ライシャワーを通じて原子力潜水艦の寄港申し出でがあり、世間でも議論の的となった。この件については1年8か月かけて日米で技術的な照会や、原子力委員会での審議を重ねた後閣議で承認されたが、大平の秘書官を務めた森田一によれば、実際には1963年（昭和38年）4月にライシャワーから密約の存在を伝えられ苦悩していたと言う。
なお、核密約の方は大平もまた、公にその存在を公表することはなかったが、自民党の機関誌『政策月報』にて核・原子力関係の問題について語っている。その中で社会党が取っていた原子力技術全般への反対姿勢に関し核アレルギーを感情的に煽っていると批判している他、原子力に対しての認識として次のように述べている。
寄港承認直後にも、サブロック問題に絡んで当時取り交わし済みだった核密約の再確認を行ったことが、21世紀に入ってから報じられている。防衛庁長官小泉純也ら新任閣僚が同ミサイルの配備を事前協議の対象となると指摘したため、米側が危機感を募らせていたからだった。

#### 宏池会会長
次の佐藤政権では政調会長、第2次佐藤内閣の2度目の改造内閣で通商産業大臣を歴任したが、佐藤は大平を好いておらず、7年8ヶ月に及ぶ政権においては三角大福の中でも不遇だった。通産相として日米繊維交渉の解決を託され、大平自身も意欲的に取り組んだというが、交渉の進展が芳しくないと感じた佐藤は大平を事実上更迭し、ライバルの宮澤喜一を後任に据えた。このことも大平の佐藤への不信感を増幅させた（結局宮澤も繊維交渉は解決できず、通産相田中角栄の裁量によって妥結を見る）。大平は佐藤の外交手法に批判的で、沖縄返還を巡る「核抜き本土並み」の方針について「猫が鯨に噛み付くようなものだ」と冷評していたという。
大平の属する派閥宏池会は池田の死後、前尾繁三郎が会長となり、世話人を前尾系の政治家で固めていたが、大平は派内の若手議員を集めて派中派の「木曜会」を作り、独自に政治資金の世話などをするようになった。1970年の総裁選で、佐藤は「前尾が出馬しなければ内閣改造をして宏池会を優遇する」と約束するが、これが反故となったことで前尾は求心力を失う。翌1971年（昭和46年）、田中六助ら木曜会に担がれる形の「大平クーデター」で前尾にかわって大平が宏池会会長に就任、名実ともにポスト佐藤時代のリーダー候補として名乗りをあげた。以後1980年（昭和55年）の死去まで派閥の領袖の座にあった。
三角大福の争いとなった1972年（昭和47年）総裁選では、立候補宣言した後に藤山愛一郎や中垣國男、灘尾弘吉ら有力者を訪ね支援を求めた。選挙では3位につけて存在感をアピール、その後も田中角栄と盟友関係を続ける。
第1次・第2次田中内閣で再び外務大臣、第2次田中改造内閣・三木内閣で大蔵大臣を務め、内政外政にかかわる要職を歴任していった。
田中内閣で外務大臣だったときに中国を訪問、それまでの台湾との日華平和条約を廃し、新たに日中の国交正常化を実現させた。日中国交正常化における大平の役割について、倪志敏著『田中内閣における中日国交正常化と大平正芳（その1-その4）』が最も詳しい。
その後、1974年（昭和49年）12月の田中金脈問題で田中が総理を辞任すると、蔵相だった大平はポスト田中の最有力候補となり田中派の後押しを背景に総裁公選での決着を主張。しかし椎名裁定により総理総裁は三木武夫に転がり込んだ。三木内閣では引き続き蔵相を務めるが、この時に値上げ三法案（酒・たばこ・郵便値上げ法案）が廃案になったことによる歳入欠陥に対処するために10年ぶりの赤字国債発行に踏み切り、以後、日本財政の赤字体質が強まったことが後年の消費税導入による財政健全化への強い思いへとつながっていく。
1976年（昭和51年）の三木おろしでは再び総裁を狙うが、最終的に福田赳夫と「2年で大平へ政権を禅譲する」としたいわゆる「大福密約」の元で大福連合を樹立。福田内閣樹立に協力し、幹事長ポストを得て、福田首相・大平幹事長体制が確立した。保革伯仲国会では大平幹事長は「部分連合（パーシャル連合）」を唱えて野党に協調的対応を求め、国会運営を円滑化に努める。

#### 総理大臣就任
1978年（昭和53年）の自民党総裁選挙に、福田は「大福密約」を反故にして再選出馬を表明、大平は福田に挑戦する形で総裁選に出馬する。
事前の世論調査では福田が有利だったが、田中派の全面支援の下、総裁予備選挙で福田を上回る票を獲得。この直後の記者会見で、「一瞬が意味のある時もあるが、10年が何の意味も持たないことがある。歴史とは誠に奇妙なものだ」と発言し、「大福密約」の無意味さについて触れている。この結果を受けて福田は本選を辞退、大平総裁が誕生し、1978年12月7日に第68代内閣総理大臣に就任した。就任直後の18日夕、首相官邸玄関で登山ナイフを持った右翼の男による襲撃事件（未遂）が発生した。

#### 総理在任中の政策

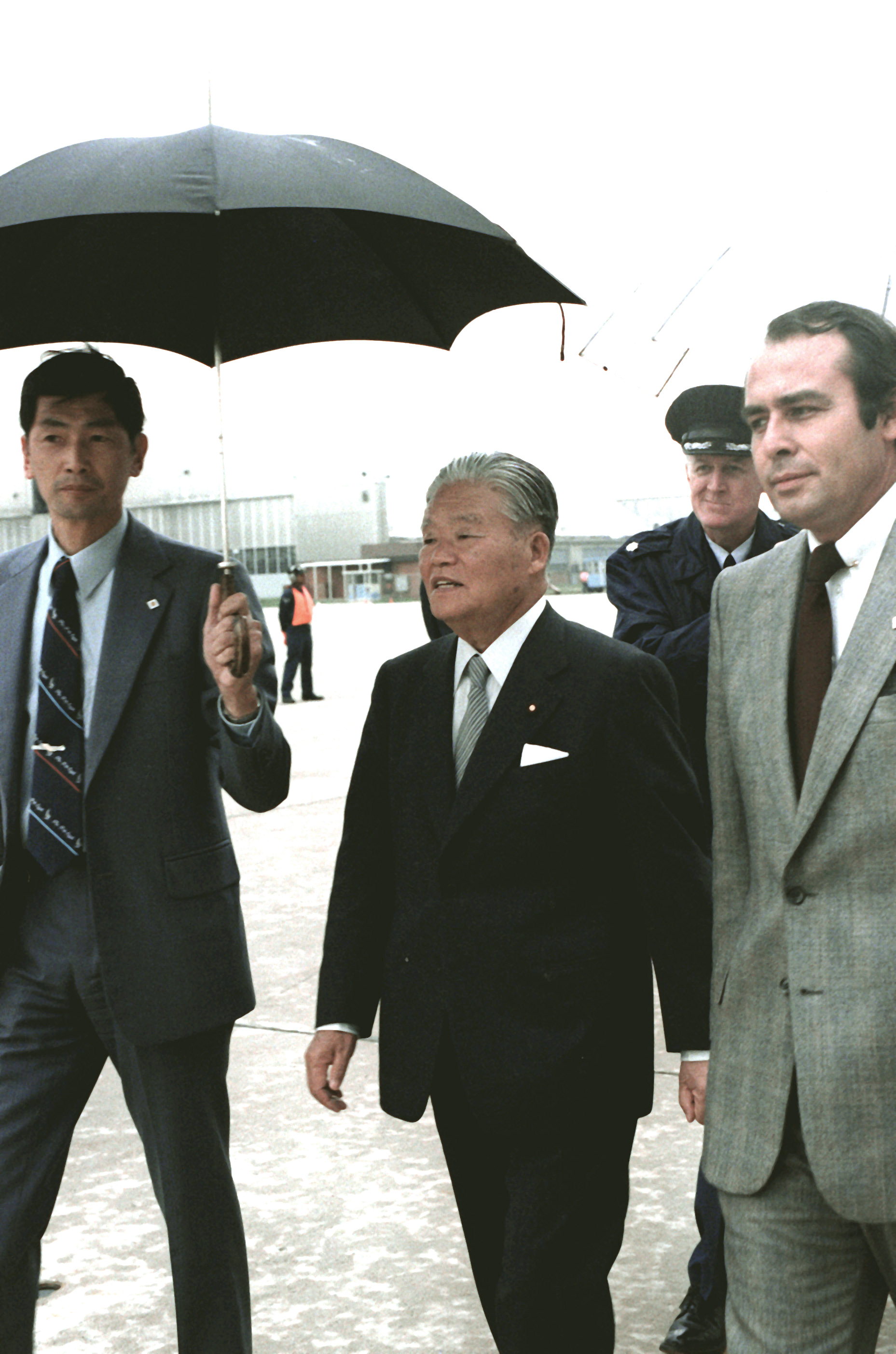
1980年4月30日、アンドルーズ空軍基地にて

大平は直属の民間人有識者による長期政策に関する研究会を9つ設置し、内政については田園都市構想、外交においては環太平洋連帯構想や総合安全保障構想などを提唱した。大平政権期の世界は、1978年（昭和53年）に発生したイラン革命と第二次石油危機の余波、1979年（昭和54年）のソ連のアフガニスタン侵攻などといった事件によって、「新冷戦時代」と呼ばれる環境にあった。このような情勢への対応として、大平は日米の安全保障関係を日本側から公の場では初めて「同盟国」という言葉で表現し、米国の要望する防衛予算増額を閣議決定した。また「西側陣営の一員」として1980年（昭和55年）のモスクワオリンピック出場ボイコットを決定、福田前政権の「全方位外交」から転換し、後の中曽根康弘政権へと継承される対米協力路線を鮮明にした政権だった。
また、環太平洋構想によってアジア太平洋地域の経済的な地域協力を模索したり、総合安保構想によって地域経済やエネルギー供給などを含む包括的かつ地球規模での秩序の安定化を図る安全保障戦略を模索したりし、「国際社会の一員」としての日本の役割を意識した政策を打ち出した。また、歴史的、地政学の観点から、中国を重視する姿勢を打ち出し、中国の近代化に積極的協力する国策を打ち出した。同年12月に中国を訪問し、政府借款の供与、「日中文化交流協定」に調印など、後の1980年代における日中緊密化の道へと導いた。
日本国憲法及び現皇室典範（何も1947年〈昭和22年〉5月3日施行）の下、法的根拠が消失していた日本の元号を、当時の元号使用の世論に鑑みて、法律に基づいて改元出来るようにした「元号法」が1979年（昭和54年）6月12日に施行された。これに基づいて、当時法的根拠が消失していた「昭和」が認められ、以後の元号である「平成」「令和」もこの政令で定められた法的根拠のある元号である。

#### 四十日抗争と衆参同日選挙
政権基盤が強固ではなく田中角栄の影響が強かったことから、大平内閣は「角影内閣」と呼ばれた。大平を支える田中派など自民党主流派と福田を支持する三木派らの反主流派との軋轢は大平の総理就任後も続いた。1979年衆院選では大平の増税発言も響いて自民党が過半数を割り込む結果を招くと、大平の選挙責任を問う反主流派は大平退陣を要求するが、大平は「辞めろということは死ねということか」「自分が辞めたら誰が総裁になるのか？」として拒否。ここに四十日抗争と呼ばれる党内抗争が発生し、自民党は分裂状態になった。大平は、両派の妥協案として浮上した「総総分離」案も拒否し、強気の姿勢をとり続ける。
選挙後国会の首班指名選挙では反主流派が福田に投票した結果、過半数を得る者がなく、決選投票では、大平派・田中派・中曽根派渡辺系・新自由クラブの推す大平と、福田派・三木派・中曽根派・中川グループが推す福田の一騎討ちとなった結果、138票対121票で大平が福田を下して、第2次大平内閣が発足した。
これによって自民党内にはかつてない「怨念」が残り、事実上の分裂状態が続いた結果、第2次大平内閣は事実上の少数与党内閣の様相を呈した。翌年の1980年（昭和55年）5月16日に社会党が内閣不信任決議案を提出すると、反主流派はその採決に公然と欠席してこれを可決に追い込んだ。不信任決議案の提出は野党のパフォーマンスの意味合いが強かったため、可決には当の野党も驚いた。大平は不信任決議案の可決を受けて衆議院を解散（ハプニング解散）、総選挙を参議院選挙の日に合わせて行うという秘策・衆参同日選挙で政局を乗り切ろうとした。こうして第12回参院選は5月30日に、第36回衆院選は6月2日に公示された。両選挙の投票日は6月22日と決まった。

#### 急死
1980年（昭和55年）5月30日、参議院議員選挙が公示される。大平は新宿での街頭演説で第一声を上げ、午前中の遊説を終えると、昼食のために党本部に戻った。食事は4階の総裁応接室に取り寄せていた。党幹事長の櫻内義雄や随行の議員らと蕎麦を食べる姿をマスコミ各社は夕刊用に撮影。午後の遊説に大平が出かけた直後、幹事長室に田村元が飛び込み、「おい！あの大平の顔は何だ。死に顔じゃないか！」と叫んだ。
午後、参議院神奈川県選挙区の秦野章の応援のため横浜市内4か所で街頭演説を行った。午後6時半過ぎ自宅に帰ったが、家族に「体がだるい」と訴え横になった。往診に来た二人の主治医のすすめに従って、翌31日午前0時30分過ぎ、虎の門病院に緊急入院した。大平は年明け以降、休日が3月22日と翌23日の私邸での休養だけで、国内政局からくる心労に加え、多くの外遊をこなす激務、70歳という年齢、心臓の不安が重なり、肉体は限界に来ていた。以前にもニトログリセリンを服用することがあったが、公表はされていなかった。
大平の入院に対し、反主流派の中川一郎は、健康問題をかかえた大平では6月22日から予定されているヴェネツィアサミット出席が難しいことを理由に進退を決すべきと発言し、河本敏夫は大平の全快を祈ると前置きしつつも、国際信義上サミットの出席は早めに決すべきと記者会見で語って暗に退陣を要求、反主流派の一部から大平おろしの声が上がりはじめた。また6月9日には大平派の鈴木善幸が、大平の後は話し合いによる暫定政権が好ましいと記者団に語り、大平派からも大平退陣について発言する動きが上がった。大平本人は近日中に退院してサミットに出席するつもりで、興亜院時代からの盟友で官房長官を務めていた伊東正義らにもそれを明言している。
一時は記者団の代表3人と数分間の会見を行えるほどに回復したものの、6月12日午前5時過ぎ容態が急変した。ただし、大平の秘書官を務めていた福川伸次は、午前0時半くらいの電話で容体急変と伝えられ、あわてて病院に駆けつけると首相はもう意識はなかった、いったん官邸に戻り、内閣総理大臣臨時代理の書類を作って病院に戻ったが鼓動は戻らなかったと述懐している。妻・志げ子以下家族、伊東、田中六助に看取られながら、5時54分死去した。70歳3か月、突然の死だった。死因は心筋梗塞による心不全と発表された。
この突然の大平の死により、官邸の方は伊東が総理臨時代理として内政を監督し、党の方は副総裁西村英一が総裁代行として選挙戦の采配にあたり、サミットの方は外務大臣大来佐武郎が大平の代理として首脳会議に出席するという、異例の総理総裁権限の分散によりこの危機を乗り切ることになった。
48年ぶりの現職総理の死去という想定外の事態は状況を一変させた。自民党の主流派と反主流派は弔い選挙となって挙党態勢に向かった。有権者の多くも自民党候補に票を投じた。「香典票」と呼ばれた同情票も自民党有利に働いたとされることもある。結局、自民党は衆参両院で安定多数を大きく上回る議席を得て大勝した。大平の選挙区だった香川2区へは娘婿の森田一が急遽補充立候補を行い、当選を果たして議席の継承に成功した。

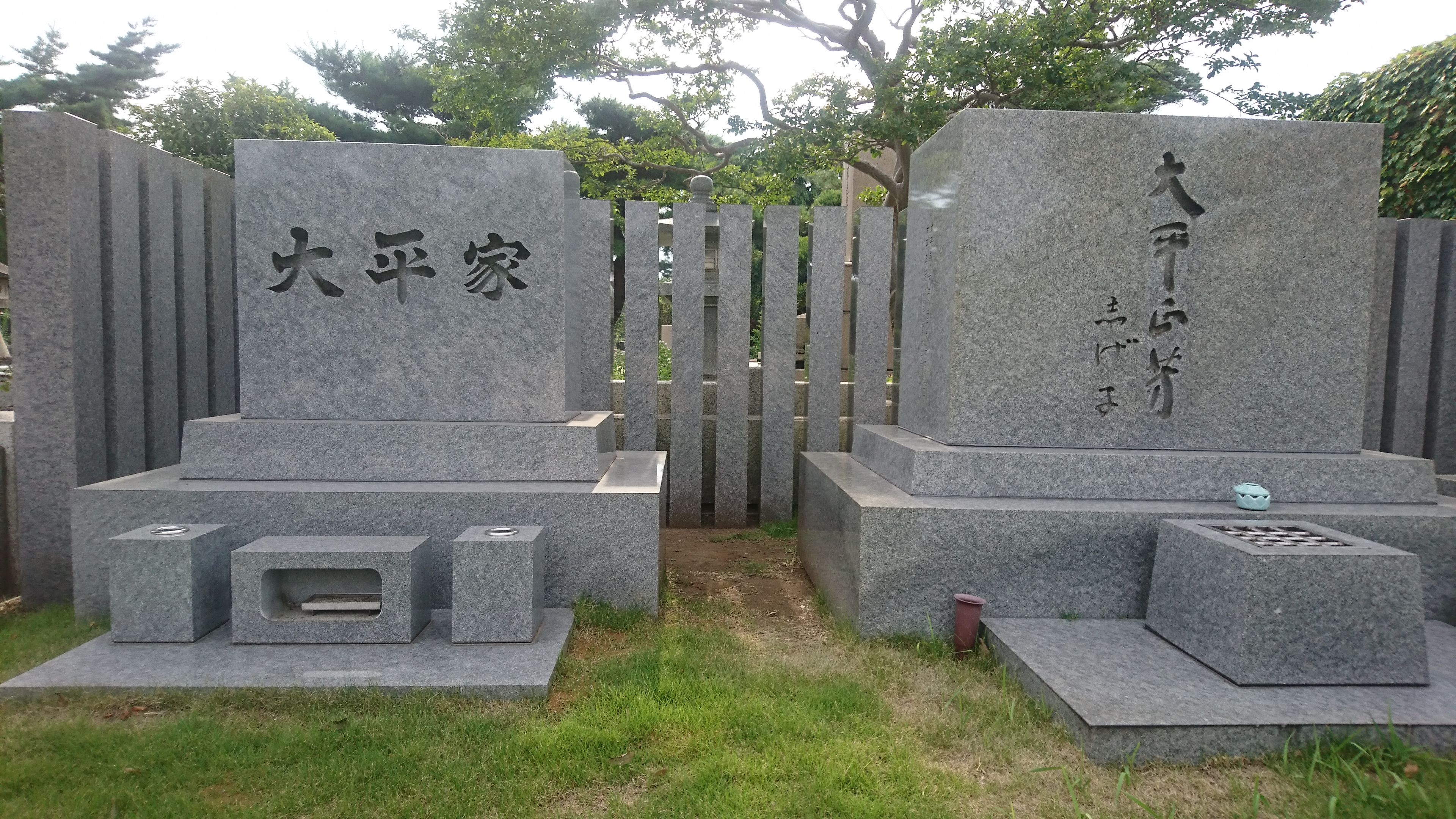
多磨霊園にある大平家（左）と大平正芳（右）の墓

6月24日、特旨を以て位記を七級追陞され、死没日付をもって従五位から正二位大勲位に叙され、菊花大綬章が追贈された。葬儀は7月9日に内閣と自民党の合同で行われた。党内からは現職首相の死去なので国葬という意見もあったが、控えめのほうが大平にふさわしいという伊東の主張により内閣・自民党合同葬となった。葬儀では一般市民も4000人近くが長い列を作った。追悼演説は7月25日、衆議院本会議で最大野党・日本社会党の中央執行委員長である飛鳥田一雄により行われた。大平は議員在職中に死去した社会党の委員長であった成田知巳の追悼演説を前年4月10日に行っていたが、その約1年後に立場が変わって追悼を受ける側となった。
墓所は東京の多磨霊園と郷里豊浜の豊浜町墓地公園にある。豊浜の墓碑銘には正面に「大平正芳之墓」、左面に盟友の筆による「君は永遠の今に生き　現職総理として死す 理想を求めて倦まず　斃れて後已ざりき　伊東正義  謹書」、右面に戒名「興國院殿寛道浄基正芳大居士位」が刻まれている。「永遠の今」は大平が生前よく揮毫した一句である。
郷里の観音寺にあった選挙事務所は没後に大平正芳記念館となったが、建物の老朽化にともない2015年（平成27年）3月末で閉館した。
閉館後、文書類は国立国会図書館に寄託、大平の蔵書は香川県立図書館に寄贈されることになり、2016年2月に県立図書館内の「大平正芳文庫」としてオープンした。遺品については地元の観音寺市に寄贈される。その後、地元の有志が復活に向けて動き、2016年11月5日に同じ観音寺市内にある世界のコイン博物館2階に新たな記念館がオープンした。

## 評価
- 鈴木善幸 「大平君は個人の政治家としてはたいへん立派な業績を残されたけれども、大平政権としてはそういう党内抗争の渦の中に埋没してしまって、内閣としての十分な成果を収めることができなかった。ですからああいうように哲学者といわれ、思想家といわれた大平氏が残した著書、文献はですね、非常に深い思索、思想を持った政治家、宰相とみられておるんだけれども、実際にやった仕事というのは、そういう政界のドロ沼の中に埋没してしまったと、こういうことですね」[146]

- 田中角栄 「大平君は政治家というよりは宗教家だねえ、哲学者だねえ」

- 森田一 「浴衣姿におなか丸出しで出てきた。ちょっと頭の悪そうな人だな、よく大蔵省に入れたと思った。鈍牛と呼ばれるに相当する振る舞いだったが、第一印象はすぐかき消された。読書量による知性、国際的な視野の広さに圧倒された。人格も別格だった。人間的には神様に近いという感じだ。生涯、人を怒鳴りつけたりしたことはなかった」

### 財政家として
大蔵省の出身で、蔵相時代の赤字国債発行や財政再建への強いこだわりがあり、財政家としての側面は広く知られている。「棒樫財政論」や「安くつく政府」に代表される小さな政府志向であった。
大平自身は三木内閣の蔵相時代に赤字国債の恒常的な発行に踏み切った責任を強く感じ、「子孫に赤字国債のツケを回すようなことがあってはならない」との思いから、内閣総理大臣に就任した際に税制改革を断行しようと考えて一般消費税導入を提唱した。しかし自由民主党内からの反発や野党・世論の反対を受け、また1979年衆院選での自由民主党大敗もあって挫折に追い込まれた。

### 外政家として
大平自身の取り組みで後世への遺産となったものには、むしろ外交など対外関係にまつわるものが多く、戦後日本を代表する外政家といえる。
外務大臣としては、池田内閣時代における日韓交渉、田中内閣における日中国交正常化交渉で、いずれも重要な役割を果たした。総理大臣時代に提案した「環太平洋連帯構想」は今日のAPECを始めとするアジア太平洋における様々な地域協力へと受け継がれている。また、特筆すべきものとして、鄧小平との交流とその影響がある。2人は1978年以降の短期間に合計4度も会談しているが、この中で大平は、占領期の傾斜生産方式や自身が深く携わった「所得倍増計画」を始めとした戦後日本の経済発展について詳細に説明、それがGNP「四倍増計画」その他、鄧小平による改革開放の着想と策定に与えた大きな影響について、日中双方の専門家から指摘されている。なお、専任の外務大臣としての在職日数は4年（1472日）に及び、これは2017年に岸田文雄が超えるまで戦後最長であった。

### 評価と再評価
このような朴訥で謙虚な人柄だったが、「戦後政界指折りの知性派」との評が一般的で、学問や人間の知的活動への畏敬の念を、政治の場にあっても終生失わなかったという。
「総合安全保障」の提唱、1960年代の外相時代から、自衛隊も含めた積極的な国際貢献を唱えたことなど、その政治思想や経済観の先見性は今日顧みられることが少なくない。2008年ころから評伝、回想録や研究書、大平自身の著作集などが相次いで刊行されている。

## 人物・逸話

### アーウー

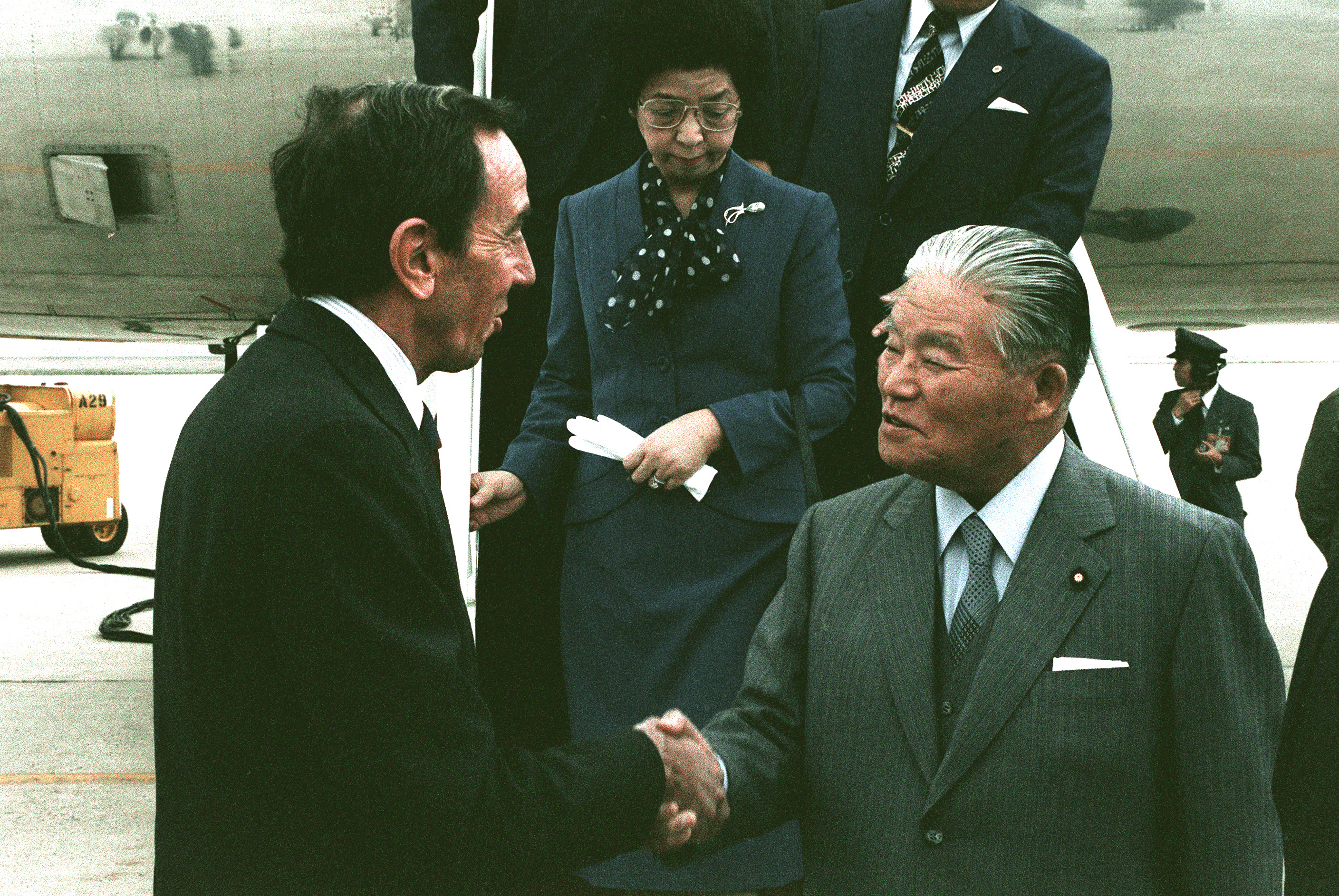
1980年4月30日、アンドルーズ空軍基地にて妻の大平志げ子（後方）と

演説や答弁の際に「あー」、「うー」と前置きをすることからアーウー宰相の異名を取った。また、その風貌から讃岐の鈍牛とも呼ばれた。このため鈍重な印象が強かったが、実際は頭の回転が早く、ユーモアのセンスもあった。発言も論理的で、早口であり、「あーうー」を除けば全く乱れがなかった。田中角栄は「アーウーを省けばみごとな文語文になっているんだぜ。君ら（＝記者）の話を文章にしてみろ。話があちこち飛んで火星人のように何をしゃべっているのか分からんぞ」と、大平を擁護した。
自身は「大平さんはあーうーである、あーうーの大平さんということで、この頃、声帯模写でも随分有名になっておるようです」「私は長い間戦後で一番長い外務大臣をやらせて頂きました。私に質問が集中致します。その人に答えなければなりませんが、外務大臣の答弁というのは、ワシントンもすぐキャッチしております。モスコーも耳を傾けております。北京も注意しておるわけでございまするから、下手に言えないのであります。そこで、『あー』と言いながら考えて、『うー』と言いながら文章を練って、それで言う癖がついたものですから、とうとうそういうことになったのでございますが、私は悔いはございません」と発言している。

### 人物像
敬虔なクリスチャン（聖公会）で、しばしば聖書を好んで引用した。葬儀も立教学院諸聖徒礼拝堂で行われている。一方、妻は静岡の新興宗教に帰依しており、顧問の伊藤昌哉（金光教信徒）からは金光教の観点からの政局への処し方を度々訊いている。
池田、前尾、宮澤と酒豪の多い宏池会にあって、大平だけはまったく酒が飲めなかった。猪口1杯で気分を悪くしてしまうほどで、同時に甘党ということもあり、酒の席ではキリンレモンと饅頭をつまむのが恒例だったという。田中角栄や福田赳夫は自派閥のメンバーから「オヤジ」と呼ばれたが、大平は「おとうちゃん」と呼ばれていた。
読書家として知られ、郷里の記念館には約8千冊に及ぶ蔵書が収められていた（前記の通り、旧記念館閉館後は香川県立図書館に移管された）。また、文章を能くし、『財政つれづれ草』、『春風秋雨』、『旦暮芥考』、『風塵雑租』などといった政治経済論と随想を合わせた本を折に触れて出版した。なお、大平の著作のすべてと、研究者・政界関係者による大平についての論稿『大平正芳  人と思想』、『大平正芳  政治的遺産』、『在素知贅  大平正芳発言集』、『去華就實 　聞き書き大平正芳』などが大平正芳記念財団でまとめられたが、下記外部リンクの大平財団ホームページにてPDFファイルの形で読むことができる。

### 逸話・発言
- 戦時下の逸話としては、

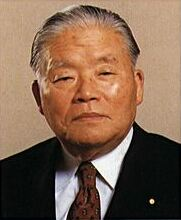
内閣総理大臣時の肖像

  - 大戦末期1945年2月23日に、空襲により東京財務局が火災に見舞われた際、地下室の消火に尽力し、局長だった池田勇人から表彰状を受けた。
  - 同年の5月25日には、当時の牛込区若宮町にあった自宅が、空襲により全焼した。これに伴い、自身は世田谷区烏山の借家へ移ると同時に、妻子達を岩手県東磐井郡川崎村へ疎開させた。

- その茫洋とした顔つきからは想像し難いが、女性問題で苦労しただけに、女性鑑識眼は大したもので、加えて無責任なことは言わないため、こういう問題にはうってつけと見られていた。仲の良い永野重雄が、赤坂の美人ホステスにモーションをかけられ、彼女のアパートに行ったが、美人局かもしれないと、遊び友達の大平に女の鑑定を頼んだ。二人でキャバレーに行き意見を聞いたら「あれは危ないからやめときなさい、何となく勘でわかる」と言うからそうしたら、数日後永野の自宅に知らない男が電話してきて「女房が大変お世話になってるそうだな」と凄まれた。「家には行ったが何もしてない」とつっぱねたが、危ないところだったという[159]。

- 以下のような、大平の発言が知られている。
  - 長女（森田一の妻）に対して口癖のように「女子（おなご）は勉強せんでいい。可愛い女になれ。そして早くお嫁に行きなさい」と語っていたといい、こうした言動が『婦人公論』誌で長女により明かされたところ、参議院で市川房枝により女性蔑視として追及された[160]。これに対して、大平は顔をくしゃくしゃにしながら苦笑しつつユーモアたっぷりに答弁し[注釈 15]、議場は大爆笑に包まれた。
  - 靖国神社には、A級戦犯が合祀される前に参拝したことがある。靖国神社参拝に関して野党から国会で質問されると「A級戦犯あるいは大東亜戦争というものに対する審判は歴史が致すであろう、というように私は考えております」と答弁した[161]。
  - 「政治とは?」との問いに対して「明日枯れる花にも水をやることだ」と答えたという。
  - 対談でポルノ規制について訊かれた際、国民の権利を損ねる可能性もあるとして「下手に政治が手を付けるべき問題ではない」と述べ、国民レベルでの自主規制をすべきだとコメントした。

- 官僚としての輝かしい経歴を持ちながらも、阿波戦争が起こって第10回参議院議員通常選挙に敗れてただの人となってしまった後藤田正晴に「後藤田君。必ずこんどは東京に攻めのぼってこいよ。応援するからな」と励ました。当時、多くの者が自分のもとを離れていき、苦杯をなめていた後藤田にとって、このことは終生の記憶となった。落選後も地元の行脚を続けた後藤田は、第34回衆議院議員総選挙で選挙区で三木と対決し、得票こそ現職の総理大臣である三木に劣るものの、ロッキード事件に絡めたネガティブ・キャンペーンを退けて、第二位で当選した。後藤田は1978年の自民党総裁選挙で辣腕をふるい、大平の勝利に貢献することとなる[162]。
- 1979年（昭和54年）の四十日抗争で、大平続投か福田返り咲きかで、自民党分裂直前までいった党内抗争が起こった。当時、首相官邸での食事中に側近だった内閣官房副長官加藤紘一に「福田は俺にやめろと言った。しかし、後を誰にやらせるか考えると、俺にはやめる自由がない。しかし、万が一俺が今ここで死んだら、誰を日本の総理にすべきか」と話しかけ、加藤が返答に窮していると、大平が口を開き「いいか、（もし俺が死んだら）日本のために総理をさせなきゃならぬのは福田赳夫だ」と続けたため、加藤は驚いたという[163]。政敵の福田とは、凄まじい党内抗争を繰り広げていたが、そうした中にあっても、福田の見識を高く評価していたことが窺われる逸話である。

## 栄典

### 日本
- 正七位（1939年1月16日）
- 従六位（1941年1月15日）
- 正六位（1943年4月15日）
- - 勲六等瑞宝章（1944年4月29日）
- 従五位（1945年5月15日）
- 紺綬褒章
（1962年2月、香川県三豊郡豊中町立豊中中学校屋内運動場、同町営プール建設費として10万円寄付による）[164]（1963年4月12日）
- 正二位（1980年6月12日）
- - 大勲位菊花大綬章（1980年6月12日）

### タイ
- - 白象勲章 ナイト・グランド・クロス（1963年5月27日）

### メキシコ
- - アギラ・アステカ勲章（1963年7月15日）

### エルサルバドル
- - ホセ・マティアス・デルガド国家勲章（1963年7月19日）

### ノルウェー
- - 聖オーラヴ勲章（1963年8月26日）

### アルゼンチン
- - 解放者サン・マルティン勲章（1963年10月）

### ドイツ
- - ドイツ連邦共和国功労勲章（1963年11月4日）

### ベルギー
- - レオポルド勲章グランド・コルドン（1964年1月20日）

### マレーシア
- - 防衛部門勲章グランド・コマンダー（1964年6月11日）

### エクアドル
- - 国家功労章（1965年7月15日）

### アフガニスタン
- サルダール最高勲章（1969年4月8日）

### ブラジル
- - 南十字星国家勲章グランド・クロス（1976年9月16日）

### セネガル
- - 国家功労勲章グランド・クロス（1979年4月5日）

### パナマ
- - バスコ・ヌニェス・デ・バルボア勲章グランド・クロス（1980年3月24日）

## 家族・親族
- 従兄・秀雄（陸軍少将、陸軍士官学校第33期）- 太平洋戦争開戦を告げる大本営発表を行った。大本営報道部長・大平秀雄大佐（1941年）

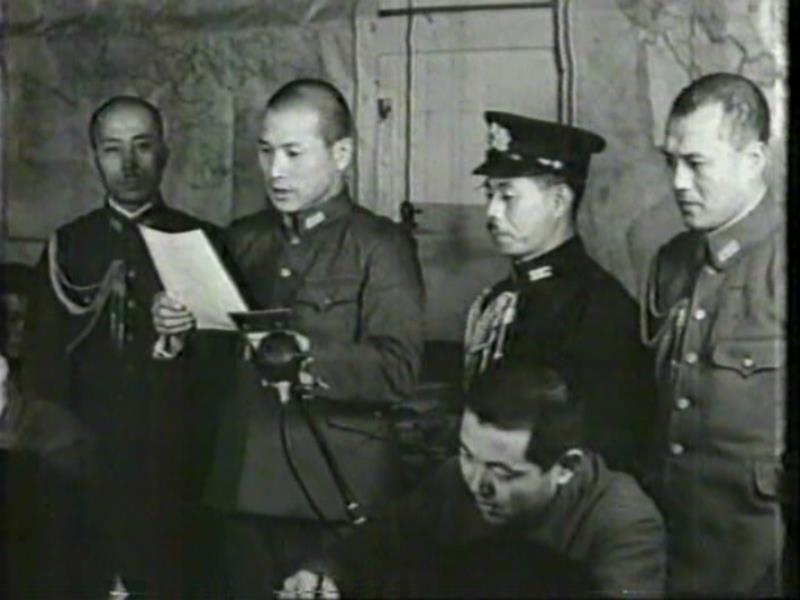
大本営報道部長・大平秀雄大佐（1941年）

- 妻・志げ子（三木証券創設者鈴木三樹之助の二女[165]、1916年 - 1990年[166]） - 終戦後、大平一家が身を寄せた志げ子の父・三樹之助の千駄木の家は、1966年に世田谷区玉川瀬田町に転居する際に文京区に寄付した（現・千駄木第二児童遊園）[167]。
  - 長男・正樹（神崎製紙社員） - 大平は自身の後継者として長男の正樹を考えていた[168]。慶應義塾大学法学部卒業[169]後3年ばかり神崎製紙に勤めた[168]。これは大平が敬愛していた郷土の先輩の加藤藤太郎が相談役を務めていた関係からである[168]。その後ヨーロッパ遊学で見聞を拡げている最中にベーチェット病にかかり、1964年（昭和39年）に26歳で死去した[168]。大平は長男について『私の履歴書』で「私にとっては全部に近い存在であった」と語っている。
  - 二男・裕（1939年10月17日生、古河電工勤務を経て[170]、大平正芳記念財団常務理事、社団法人日中協会理事）、慶應義塾大学法学部卒業[171]
    - 同妻・公子[172]
    - 孫・大平知範（大平正芳記念財団評議員、長男[172]）
    - 孫・佳世[172]

  - 三男・明（1946年6月9日生、慶応義塾大学卒業、東京電力勤務を経て[170]大正製薬相談役、上原美術館代表理事）、慶應義塾大学経済学部卒業
    - 同妻・吉子[172]

  - 長女・芳子（大蔵官僚・政治家森田一の妻）、1941年12月30日生まれ、青山学院大学[170]文学部卒業
    - 孫・渡辺満子（長女[172]、フリープロデューサー、元日本テレビチーフプロデューサー、玉木雄一郎公設秘書、日本テレビ専務渡辺弘の妻）、慶應義塾大学文学部卒業[173]
- 曾孫・大平ひかる（タレント・モデル・実業家）[174]
- 姪・カズコ・ホーキ（在英ミュージシャン、フランク・チキンズメンバー）、東京大学文学部卒業
- 玉木雄一郎は遠戚[175]。

また真言宗を信仰していた。

## 関連文献
- 『大平正芳全著作集』 講談社 全7巻 - 生誕100周年を期に2010年3月～2012年6月刊。福永文夫監修

### 大平政権に関する文献
大平個人・大平政権に集中した一部を掲載
- 森田一、新井俊三『文人宰相大平正芳』春秋社、1982年1月20日。
- 森田一、服部龍二、昇亜美子、中島琢磨 編『心の一燈 : 回想の大平正芳その人と外交』第一法規、2010年3月。
- 森田一、福永文夫、井上正也 編『大平正芳秘書官日記』東京堂出版、2018年4月。
- 田中六助『大平正芳の人と政治』（朝日ソノラマ、1981年）
- 田中六助 『再び 大平正芳の人と政治』（朝日ソノラマ、1981年）
- 栗原祐幸『大平元総理と私』（廣済堂出版、1990年） 
以上は、大平側近（大平派幹部）の政治家たちによる回想・人物評。
- 渡邊満子『祖父大平正芳』（中央公論新社、2016年）
- 国正武重『権力の病室―大平総理最期の14日間』（文藝春秋、2007年）
大平政権時の官邸記者クラブ付朝日新聞記者による病床の大平についてのドキュメント。
- 杉田望『総理殉職―四十日抗争で急逝した大平正芳』（大和書房、2008年）。新取材による書下ろし
- 伊藤昌哉『自民党戦国史』（朝日ソノラマ（正・続）、1982-83年/朝日文庫（全3巻）、1985年/ちくま文庫（全2巻）、2009年）
大平のブレーン（池田勇人の政務秘書）で、当時の政局の回想とドキュメント。
- 辻井喬『茜色の空』（文藝春秋、2010年/文春文庫、2013年）。交流のあった経済人作家による伝記小説
- 川内一誠『大平政権・554日　自らの生命を賭けて保守政治を守った』（行政問題研究所、1982年） 
大平派の番記者による大平政権の公的な概説。
- 奥島貞雄 『自民党幹事長室の30年』（中央公論新社、2002年/中公文庫、2005年）
  - 「自民党幹事長室の30年（3） 寡黙な哲学者 大平正芳」－初出は『中央公論』2001年9月号　

自民党幹事長室長による回想記の一章。続編に『自民党抗争史』（中央公論新社、2006年／中公文庫、2009年）
- さいとうたかを劇画『大平正芳の決断 歴史劇画大宰相 第8巻』（講談社＋α文庫、1999年）
  - 『劇画自民党総裁 暗闘・大平正芳』（コンビニコミック版、リイド社、2003年）で再刊。初版は読売新聞社、1991年
  - ※原作は戸川猪佐武 『小説吉田学校 四十日戦争』（新版は人物文庫：学陽書房）
- 服部龍二『日中国交正常化　田中角栄、大平正芳、官僚たちの挑戦』（中公新書、2011年）、※以下は、研究論文論考
- 『大平正芳からいま学ぶこと』（桜美林大学北東アジア総合研究所、2010年）
大平とゆかりのある人物による追想録。北東アジア研究叢書（一部収録）
- 渡邉昭夫編 『戦後日本の宰相たち』（中央公論社、1995年/中公文庫、2001年）
※村松岐夫「第14章 大平正芳―歳入歳出政治の問題提起者」
  - 同編『21世紀を創る　大平正芳の政治的遺産を継いで』（PHP研究所、2016年）
- 吉田雅信 『大平正芳の政治的人格』（東海大学出版会、1986年）
- 内田健三「第一次大平内閣」「第二次大平内閣」林茂・辻清明編『日本内閣史録6』（第一法規、1981年）
- 金斗昇「大平正芳と日韓会談―請求権問題合意の論理を中心に」『法学政治学論究』44号（2000年3月）

### 倪志敏の論考
以下は全て著者が倪志敏、掲載誌は『龍谷大学経済学論集』。
- 「大平正芳内閣と中日関係（その1）－中日緊密化へのプロセス－」、第49巻第2号、2009年10月
- 「大平正芳内閣と中日関係（その2）－中日緊密化へのプロセス－」、第49巻第3号、2009年12月
- 「大平正芳内閣と中日関係（その3）－中日緊密化へのプロセス－」、第49巻第4号、2010年3月
- 「大平正芳と阿片問題」、第49巻第1号、2009年9月
- 「田中内閣における中日国交正常化と大平正芳（その1）」、第45巻第5号、2006年3月
- 「田中内閣における中日国交正常化と大平正芳（その2）」、第46巻第5号、2007年3月
- 「田中内閣における中日国交正常化と大平正芳（その3）」、第47巻第3号、2007年12月
- 「田中内閣における中日国交正常化と大平正芳（その4）」、第48巻第3・4号、2009年3月
- 「池田内閣における中日関係と大平正芳（その1）」第44巻第5号、2005年3月
- 「池田内閣における中日関係と大平正芳（その2）」第45巻第2号、2005年
- 「池田内閣における中日関係と大平正芳（その3）」第45巻第3号、2005年12月
- 「大平正芳と日韓交渉 ―「大平・金メモ」の議論を中心に」、第43巻第5号、2004年3月。
- 「大平内閣における第一次対中政府借款」、第42巻第5号、2003年3月。

## 関連作品
テレビドラマ
- 『わが首相のベッド　ガン回廊の朝II』（1980年、演：小川安三）

モデルとした人物が登場する映画
- 『金環蝕』（1975年、演：山本武）- 役名は平川光正。

モデルとした人物が登場するテレビドラマ
- 『運命の人』（2012年、演：柄本明）- 役名は小平正良。